# Carl Møller
Carl Martin August Møller (ur. 24 sierpnia 1887 w Aarhus, zm. 27 sierpnia 1948 w Stratford) – duński wioślarz, złoty medalista olimpijski.
Wystąpił na igrzyskach olimpijskich w Sztokholmie w 1912, gdzie duńska osada Nykjøbings paa Falster w składzie: Ejler Allert, Jørgen Hansen, Carl Møller, Carl Pedersen i Poul Hartmann (sternik) zdobyła złoty medal w czwórkach ze sternikiem (w łodziach z wewnętrznymi odsadniami). W finale Duńczycy pokonali Szwedów z osady Roddklubben af 1912 o 12,3 sekundy. Był to jego jedyny start olimpijski.